# Neji Nejah
Neji Nejah est un acteur tunisien, notamment connu pour avoir tenu le rôle de Youssef Bechikh dans la série télévisée Maktoub.

## Filmographie

### Longs métrages
- 1995 : La Danse du feu de Salma Baccar
- 2008 : The Mutant Chronicles de Simon Hunter
- 2010 : Les Palmiers blessés d'Abdellatif Ben Ammar
- 2015 : Horra (Libre) de Moez Kamoun (ar)

### Courts métrages
- 2002 : Whacked de Jake West
- 2007 : Alan et Samir de Yann Demange
- 2009 : 4 Weeks de Mahdi Fleifel

### Télévision
- 1987 : Un bambino di nome Gesù de Franco Rossi
- 2004 : A Line in the Sand (en) (téléfilm) de James Hawes
- 2005 : Egypt de Ferdinand Fairfax
- 2012-2014 : Maktoub (saisons 3-4) de Sami Fehri
- 2016-2017 : Awled Moufida (saisons 2-3) de Sami Fehri